# Ilburnia kokolau
Ilburnia kokolau är en insektsart som beskrevs av Frederick Arthur Godfrey Muir 1919. Ilburnia kokolau ingår i släktet Ilburnia och familjen sporrstritar. Inga underarter finns listade i Catalogue of Life.